# 70 років визволення України від фашистських загарбників (срібна монета)
«70 ро́ків ви́зволення Украї́ни від фаши́стських зага́рбників» — срібна ювілейна монета номіналом 20 гривень, випущена Національним банком України. Присвячена вигнанню нацистських окупантів з України, яка опинилася в центрі воєнного протистояння СРСР і Третього Рейху та його союзників. Українською землею прокотився руйнівний воєнний вал — міста і села були знищені, економіка зруйнована, людські втрати обчислювалися мільйонами. Воєнні дії тривали на території України протягом 40 місяців, битва за Україну складалася з 11 стратегічних і 23 фронтових операцій та завершилась 28 жовтня 1944 року повним визволенням її території від гітлерівських загарбників.
Монету введено в обіг 21 жовтня 2014 року. Вона належить до серії «Друга світова війна».
28 травня 2015 року монету визнано переможцем у номінації «Унікальне ідейне рішення» щорічного конкурсу «Краща монета року України» серед монет, які офіційно введені в обіг Національним банком України з 01 січня до 31 грудня 2014 року.

## Опис монети та характеристики
| Номінал грн. | Метал            | Маса, г      | Діаметр, мм | Якість виготовлення       | Гурт                           | Тираж, штук |
| ------------ | ---------------- | ------------ | ----------- | ------------------------- | ------------------------------ | ----------- |
| 20           | срібло 925 проби | 62,2 / 67,25 | 50          | спеціальний анциркулейтед | гладкий із заглибленим написом | 2 000       |

### Аверс
На аверсі монети розміщено: угорі малий Державний Герб України, під яким написи — «УКРАЇНА/20 ГРИВЕНЬ/2014..» У центрі розміщено рядки з вірша Павла Тичини: «Я ЄСТЬ НАРОД,/ЯКОГО ПРАВДИ СИЛА/НІКИМ ЗВОЙОВАНА ЩЕ НЕ БУЛА./ЯКА БІДА МЕНЕ,/ЯКА ЧУМА КОСИЛА! -/А СИЛА ЗНОВУ РОЗЦВІЛА…/ПАВЛО ТИЧИНА», праворуч від яких зображено польовий букет з волошок, колосся та червоного маку (використано тамподрук).

### Реверс
На реверсі монети розміщено стилізовану композицію: дві жіночі фігури як уособлення скорботи і радості на тлі карти України (праворуч) та написи: «28/ЖОВТНЯ/1944», «22/ЧЕРВНЯ/1941» (ліворуч), «ВИЗВОЛЕННЯ/УКРАЇНИ/ВІД ФАШИСТСЬКИХ/ЗАГАРБНИКІВ» (унизу).

## Автори

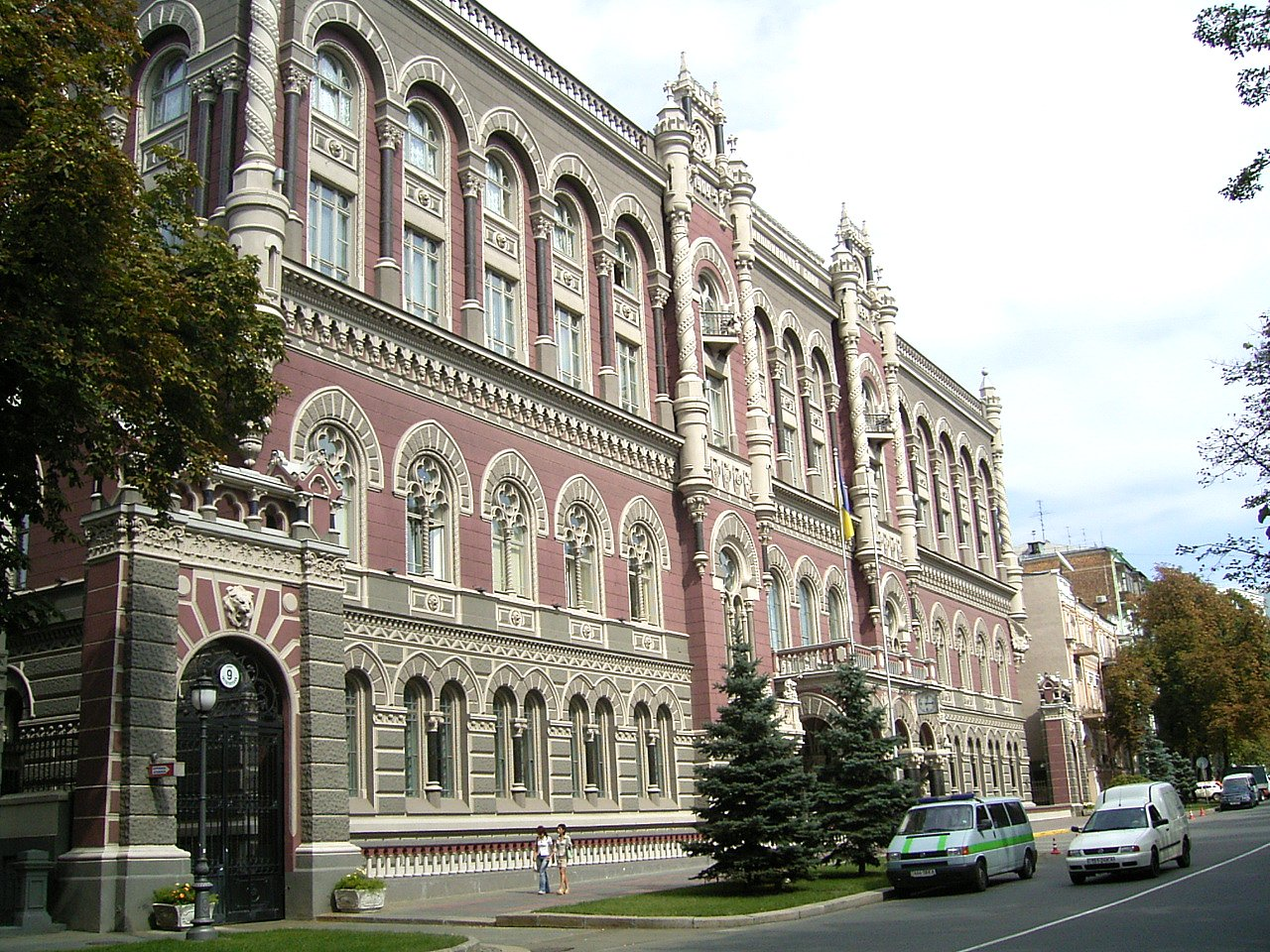
Будівля Національного банку України

- Художники: Таран Володимир, Харук Олександр, Харук Сергій.
- Скульптори: Дем'яненко Анатолій, Дем'яненко Володимир.

## Вартість монети
Ціна монети — 1117 гривень, була вказана на сайті Національного банку України у 2015 році.
Фактична приблизна вартість монети, з роками змінювалася так:
| Рік        | 2015  | 2016  | 2017  | 2018  | 2019  | 2020  | 2021  | 2022  | 2023  | 2024  | 2025  |
| ---------- | ----- | ----- | ----- | ----- | ----- | ----- | ----- | ----- | ----- | ----- | ----- |
| Ціна, грн. | 1 700 | 2 550 | 3 400 | 2 900 | 2 250 | 2 000 | 2 900 | 3 000 | 4 100 | 9 000 | 8 900 |